# Arcy da Rocha Nóbrega
Arcy da Rocha Nóbrega (Rio de Janeiro, 21 de maio de 1899 — Rio de Janeiro, 8 de janeiro de 1968) foi um general do Exército Brasileiro.

## Biografia
Arcy da Rocha Nóbrega nasceu no dia 21 de maio de 1899, no Rio de Janeiro. Iniciou seus estudos no Colégio Militar do Rio de Janeiro. Em 9 de janeiro 1918 matriculou-se na Escola Militar do Realengo e declarado aspirante a oficial na arma da artilharia em 18 de janeiro de 1921, conforme o regulamento militar de 1919. No período de sua formação também serviu como praça voluntária no Forte Tamandaré da Laje, também realizando curso de Educação Física. Em 11 de maio de 1921 foi promovido a 2º tenente, em 7 de setembro de 1922 foi promovido a 1º tenente, e, finalmente, promovido a capitão em 7 de abril de 1932, pelo critério da antiguidade.
Participou da luta contra os rebeldes na Revolução de 1924, ao lado das forças legalistas.
Em julho de 1932, o então capitão de artilharia aderiu à Revolução Constitucionalista, em oposição ao regime ditatorial então presidido por Getúlio Vargas, que tinha como objetivos a deposição daquele governo e convocação de uma Assembléia Constituinte, de modo a restauração do Estado Democrático de Direito no Brasil. Na ocasião, ele assumia posto na 2ª Região Militar, na guarnição de artilharia em Quitaúna, em Osasco, comandando a 2ª Grupo Independente de Artilharia Pesada (GIAP), e foi designado para angariar apoio de outros oficiais alguns dias antes do levante. Ao longo dos anos o jovem oficial havia adquirido significativa especialidade na sua arma, conhecimento que seria determinante 
Naquele conflito, o capitão e a sua companhia foram designados para o denominado “Setor Norte” que compreendia todo o Vale do Paraíba do estado de São Paulo, assumindo inicialmente uma bateria de artilharia na posição no subsetor do Túnel da Mantiqueira, localizado na divisa entre as cidades de Cruzeiro-SP e Passa Quatro-MG junto das tropas comandadas pelo então Cel. Herculano de Carvalho e Silva. Ainda na primeira semana do conflito, no local conhecido como Garganta do Embaú, localizado logo acima do túnel, comandou um grupo de artilharia pesada que manejavam peças de 75mm e de 105mm modelos Krupp e Schneider, para responder ao fogo da artilharia de tropas federais que já recrudesciam fogo naquela posição.
Na Revolução de 1932, o então capitão de artilharia era conhecido entre os mais próximos pelo seu zelo e capricho no manejo das peças, além de meticuloso nos cálculos de tiro. Segundo o escritor Guilherme Figueiredo, filho do então Cel. Euclides Figueiredo (o comandante daquele setor), que testemunhou as qualidades daquele oficial:
| “ | (...) era um grande atirador e tinha uma precisão de tiro formidável (...) De longe ele calculava o tiro e o tiro caia exatinho onde ele queria (...) | ” |

Consta nos boletins de campanha do comando do “Setor Norte” que em 17 de julho de 1932 a bateria do capitão Arcy foi responsável pelo primeiro tiro de artilharia contra as tropas federais, tendo obtido a destruição de uma bateria adversária que estava posicionada nos arredores da estação ferroviária Manacá, em Passa Quatro-MG, e que hostilizava as trincheiras paulistas localizadas na Serra da Mantiqueira. É registrado também que naquela ocasião ele e sua unidade, reposicionavam as suas peças sob intenso fogo inimigo e num terreno acidentado. O feito teve grande impacto moral para as tropas paulistas, e impacto moral adverso para as tropas federais, dado que ocorreu nos primeiros dias do conflito, num momento em que as tropas paulistas careciam em número de soldados e recursos bélicos, principalmente os de artilharia, além do fato de que as tropas federais também subestimavam as tropas paulistas, considerando-os uma força diminuta rebelde composta em maioria por civis sem instrução militar, motivo pelo qual recrudesciam fogo sob as posições paulistas supondo uma incapacidade de reação. Como conseqüência disso, as tropas federais de artilharia tiveram que reposicionar as suas peças fora do alcance da artilharia paulista, além de chamar por reforços.
Um dos que testemunharam o feito do capitão Arcy em julho de 1932 foi Aureliano Leite, advogado, político e primeiro presidente do MMDC, que relatou o episódio em seu livro “Martírio e Glória de São Paulo” (1934). Outra testemunha ocular do feito foi o então sargento do Exército Constitucionalista (e cabo no Exército Brasileiro) Antenor Coradi, que na ocasião assumia posto avançado de observação em um ponto elevado, local em que também comandava uma seção de metralhadora. Em seu livro, "Epopéia: Revolução Constitucionalista" (1986), Coradi descreveu a façanha da artilharia paulista na Garganta do Embaú bem como a reação de suas tropas:
| “ | Aquele pico foi envolvido por uma neblina salvadora, causada pelo calor do sol, em contraste com a umidade da mata. Notava-se uma boca vermelha cuspindo fogo e petardos de artilharia [inimiga]. Nosso posto de observação imediatamente se pôs em contato com o Comando de Artilharia de Pereque. Quase imediatamente os canhões de grupo de Artilharia Pesada abriram fogo. Por sobre nós percebia-se o sibilar das granadas e depois o ribombar das peças dos disparos que ecoavam repetidas vezes nas grotas. Os primeiros não acertaram de imediato os alvos. Corrigidos pelo [nosso] Posto de Observação, os seguintes atingiram em cheio o ninho dos canhões inimigos da artilharia de montanha dos legalistas. Como se estivessem num estádio de futebol, aquela torcida de soldados deram vivas e aplaudiram com entusiasmo os “golaços” que atingiam a “meta” dos adversários. | ” |

No dia 3 de agosto de 1932, foi transferido para o subsetor de Queluz-SP, na divisa com o Rio de Janeiro, seguindo a também transferência de José Teófilo Ramos para o subsetor de Queluz e mais 100 homens da Força Pública de São Paulo. Naquela campanha militar, realizou outros feitos similares aos realizados na Serra da Mantiqueira nas frentes de combate de Queluz-SP, Lavrinhas-SP e Guaratinguetá-SP. Segundo Paulo Duarte, combatente paulista daquele conflito e comandante do Trem Blindado nº 6, o capitão Arcy também participou de algumas missões noturnas com o trem blindado para além das linhas inimigas, ocasião em que operou uma metralhadora pesada. O TB nº 6, apelidado de "Fantasma da Morte, era notório naquele conflito pelo arrojo e eficiência nas suas missões, e também pelo grande número de baixa infligido nas tropas inimigas.
Pelo seu desempenho ao longo daquele conflito obteve muito prestígio junto ao alto comando e tornou-se popular com as demais tropas. Entre os paulistas recebeu o cognome de “Paladino da Revolução”, mais tarde adquirindo também o prestigioso título de “Cidadão Paulista”. Perguntado se poderia assumir qualquer comando, respondeu: “assumo o comando de uma bateria, de um grupo, de um regimento ou do Ministério da Guerra, se para isto for designado”.
Com o fim do conflito foi preso, mas solto em 1933. Fora do serviço ativo do Exército Brasileiro, abriu junto com Reinaldo Saldanha da Gama um escritório de engenharia na capital paulista, cujo nome era "Saldanha e Arcy", situado no endereço da Praça do Patriarca, nº 6. Porém, em maio de 1934 foi anistiado pelo Governo Federal com o Decreto nº 24.297 e retornou ao seu posto no Exército Brasileiro.Muito prestigiado em São Paulo, recebeu várias homenagens naquele Estado nos anos subsequentes à Revolução de 1932. Em uma dessas homenagens, um banquete organizado pela sociedade paulista, o anúncio do evento no jornal assim descrevia as qualidades do estimado oficial de artilharia:
| “ | Homenagem ao major Arcy da Rocha Nobrega. A sociedade paulista offerecerá, ainda este mez, uma homenagem ao major Arcy da Rocha Nobrega, brilhante official do nosso Exército e comandante do 2.o Grupo de Artilharia Pesada, de Quitau'na, durante o Movimento Constitucionalista de 1932. Tal homenagem consistirá na realização de um banquete que terá lugar num dos nossos salões em dia ainda não fixado. O major Arcy da Rocha Nobrega foi o estabilizador das nossas posições no Tunel, commandante de Destacamento na Frente Norte, algumas vezes commandante do Trem Blindado e ainda commandante do canhão 150mm. Official, destemido e de grande capacidade technico-militar, de uma ousadia de acção reconhecida por todos, o major Arcy gosa em S. Paulo de meritório renome pela disposição de lucta em que se manteve até os últimos momentos, tetando ainda junto ao Governo Pedro de Toledo, uma recomposição de forças para a continuação do movimento. Cavalheiro de fino trato, o major Arcy conta com elevado número de amigos e admiradores, interessados em testemunhar-se o seu apreço. Correio de S. Paulo. 19 de janeiro de 1934. Página 2. | ” |

Em 1937 foi designado pelo Exército como instrutor da Força Pública do Estado de São Paulo.
Em 24 de maio de 1941 foi promovido a major, pelo critério da antiguidade.
Em 25 de março de 1945 foi promovido a tenente-coronel, pelo critério da antiguidade.
Em 1949 o então tenente-coronel assumiu comando no 1º grupo do 4º Regimento de Artilharia Antiaérea, regimento recém-criado na cidade de Caxias do Sul, no Rio Grande do Sul. Naquele posto encontrou uma unidade em estado precário. Assim, coube a ele reestruturar as instalações apesar das limitações orçamentárias. Posteriormente foi transformado no 3º Grupo de Canhões Automáticos Antiaéreos (GCAAA) de 40mm. Dentre outras experiências no Exército, inclui-se também o período em que assumiu como Diretor do Arquivo Histórico do Exército Brasileiro.
Em 31 de julho de 1951 foi promovido a coronel.
Em 13 de julho de 1959, com 41 anos de serviço ativo, o coronel Arcy da Rocha Nóbrega foi transferido para a reserva militar com a patente de general de brigada, contando com referências elogiosas do então Presidente da República Juscelino Kubitschek. Ao longo de sua carreira acumulou cerca de 30 condecorações, diplomas e títulos recebidos.
Foi casado com Francisca de Arêa Leão Nóbrega, com quem teve três filhos: Marília da Rocha Nóbrega, Marilda da Rocha Nóbrega Adams e Mareio da Rocha Nóbrega.
Faleceu em 8 de janeiro de 1968 na cidade do Rio de Janeiro. Foi sepultado no dia seguinte no Cemitério de São João Batista, da mesma cidade. Considerado um dos heróis da Revolução Constitucionalista, em abril de 1980 os seus restos mortais foram transladados para Mausoléu do Soldado Constitucionalista, no Parque do Ibirapuera, na capital paulista em uma cerimônia fúnebre que contou com honras militares.
É patrono da Academia de História Militar Terrestre Brasileira (AHIMTB), na cadeira de nº 17, lembrado por ter sido o 1º Comandante do 3º GCAAA e cidadão honorário de Caxias do Sul-RS. Muito prestigiado nesta cidade, teve também em sua homenagem a inauguração da Rua General Arcy da Rocha Nóbrega, no bairro Jardim América. Na Vila Mariana, em São Paulo-SP, há a Escola Estadual "Major Arcy" assim denominada em sua memória, por meio do decreto estadual nº 49.588 de 8 de maio de 1968.